# Ein großes, grünes Tal
Ein großes, grünes Tal, auch Das große, grüne Tal (Originaltitel: დიდი მწვანე ველი, Didi mzwane weli; Большая зеленая долина, Bolschaja selenaja dolina), ist ein sowjetischer Spielfilm, der in Georgien unter der Regie von Merab Kokotschaschwili im Jahr 1967 gedreht wurde.

## Handlung
Pirimse wäscht in dem Dorf, in dem sie wohnt und welches neu gestaltet wird, im Freien ihre Wäsche, während ihr Sohn Jotam auf dem Schoß des Bauarbeiters Alexander sitzt und mit ihm beim Straßenbau eine Planierwalze lenkt. Plötzlich sieht Jotam seinen Vater Sosana in der Ferne und rennt ihm entgegen. Dieser ist als Hirte einer Rinderherde in einem entfernten Gebirgstal beschäftigt und kommt nur alle paar Monate für eine kurze Zeit nach Hause. Bis Sosana im Dorf eintrifft, versucht Pirimse Alexander zu überzeugen, dass dieser mit ihr gemeinsam ihren Mann empfängt, um ihm zu sagen, dass die beiden jetzt ein Paar sind, so wie sie es abgesprochen haben. Alexander drückt sich jedoch davor und Pirimse sieht keinen anderen Ausweg, als sich am Zaun das Leben nehmen zu wollen. Sosana, der inzwischen eingetroffen ist, kann sie aber retten.
Während eines Gesprächs beim Sowchos-Vorsitzenden, verlangt dieser, dass Sosana mit seiner Herde auf eine neue Farm in der Nähe des Dorfes zieht, da in dem jetzt genutzten Tal größere Erdölvorkommen entdeckt wurden. Sosana lehnt das jedoch ab, denn dort lebt er im Land seiner Väter, von der Nähe zur Natur und zu ihren Gesetzmäßigkeiten. Um seine Frau mehr unter Kontrolle zu haben, nimmt er sie bei der Rückfahrt in das Tal, gemeinsam mit seinem Jungen, mit. Dort angekommen, erklärt ihm sein Gehilfe Giorgi, dass er die Herde und das Tal verlassen wird, um seine Eltern zu pflegen, eventuell zu heiraten und dass er außerdem überhaupt keine Kraft mehr für die Arbeit hat. Als Ersatz für sich hat er auch schon die Wahrsagerin Sofia mitgebracht.
Mit den Geologen steht Sosana auf Kriegsfuß, denn obwohl er schon lange von dem Öl weiß, möchte er keine Fremden in seinem Tal. Doch er zeigt seinem Sohn die Höhlen in den Bergen, die bereits vor Tausenden von Jahren von Menschen bewohnt wurden und die das Öl für sich zu nutzen wussten. Nur erzählen sollte er es keinem. Da es Pirimse immer mehr zu den Menschen zieht, hält sie sich häufig bei den Geologen auf und klagt auch dem Leiter ihr Leid, doch der will und kann ihr nicht helfen. Als Sosana seine Frau wieder einmal im Lager der Geologen findet, verprügelt er sie. Wieder in ihrer Hütte, beide liegen in ihren Betten, gesteht er ihr seine Liebe und da sie keine Reaktion zeigt, vergewaltigt er sie.
Eines Tages liegt Sosana in der Sonne zwischen mehreren Heuschobern und schläft. Als Sofia ihn so findet, nutzt sie die Gelegenheit, um ihn zu küssen. Davon wird er wach und rennt der weglaufenden Sofia hinterher, bis er sie im Fluss einfängt, wo sie sich bis zur Erschöpfung lieben. Als sie am Strand liegen, hören sie Jotam rufen, dass er alles gesehen hat und er es seiner Mutter erzählen wird. Nun schlägt Sosana auch Sofia, da er ihr die Schuld an dem Geschehenen gibt, um sich anschließend selbst zu bemitleiden. Für Sofia ist nun die Zeit gekommen, alles zu verlassenen.
Auch Pirimse findet nun den Mut, ihren Mann darüber aufzuklären, dass er an allem Unglück selbst Schuld hat. Während er mit einer kranken Kuh zu Tierarzt fährt, verlässt auch sie, gemeinsam ihren Sohn, die Behausung im Tal. Als Sosana am nächsten Tag zurückkehrt, hat sich seine Herde selbstständig gemacht und ist verschwunden. Plötzlich taucht sein Gehilfe Giorgi auf, der Heimweh nach seiner Arbeit hatte und hilft ihm bei der Suche. Um die Erfolgschancen zu verbessern, trennen sich die beiden und rufen sich in regelmäßigen Abständen zu, dass sie noch nichts gefunden haben.

## Produktion und Veröffentlichung
Der Schwarzweißfilm hatte im Dezember 1968 unter dem Titel unter dem Titel Большая зеленая долина (Bolschaja selenaja dolina) in Moskau Premiere. Wie alle georgischen Filme wurde Ein großes, grünes Tal in georgischer Sprache gedreht und dann für die anderen Sowjetrepubliken Russisch synchronisiert. Die georgische Fassung wurde bereits 1967 in Tbilissi aufgeführt.
In Deutschland lief der Film 1975 im West-Berliner Kino Arsenal im Rahmen einer georgischen Filmwoche und am 24. März 1975 im ZDF. Für die DDR konnte kein Nachweis einer Aufführung gefunden werden.
Ein großes, grünes Tal läuft in georgischer Sprache mit deutschen Untertiteln und konnte 2016 mit Mitteln aus dem Kulturerhalt-Programm des Auswärtigen Amts digital restauriert, gesichert und durch Übernahme in den Kinoverleih der Öffentlichkeit wieder zugänglich gemacht werden.

## Kritik
Das Lexikon des internationalen Films schreibt, dass es sich hier um einen offenen Film handle, der zur Auseinandersetzung über Fragen von Individualität und technischem Fortschritt anrege.